# Mauricio Muller
Mauricio Muller (ur. 20 października 1981) – argentyński kolarz szosowy, mistrz Argentyny w kolarstwie szosowym w jeździe indywidualnej na czas z 2017 roku. Od 2015 do 2019 roku członek drużyny Sindicato de Empleados Publicos de San Juan.

## Osiągnięcia[1]
- 74. miejsce w Cinturó De L'empordà (2008)
- 59. miejsce w Volta Ciclista Internacional a Lleida (2008)
- 80. miejsce w Cinturón Ciclista Internacional a Mallorca (2009)
- 67. miejsce w Tour des Pyrénées (2009)
- 88. miejsce w Vuelta Ciclista a León (2010)
- 65. miejsce w Cinturó De L’empordà (2010)
- 52. miejsce w Cinturó De L’empordà (2011)
- 130. miejsce w Vuelta Pilsen a Colombia (2012)
- 83. miejsce w Vuelta Asturias (2012)
- 75. miejsce w Vuelta Ciclista a León (2012)
- 55. miejsce w Tour de San Luis (2015)
- 23. miejsce w Vuelta Ciclista del Uruguay (2014)
- 75. miejsce w Tour de San Luis (2016)
- 4. miejsce w Vuelta Ciclista del Uruguay (2016)
- 73. miejsce w Vuelta a San Juan (2017)
- 118. miejsce w Vuelta a San Juan (2018)
- 10. miejsce w Vuelta Ciclista del Uruguay (2018)

### Osiągnięcia w mistrzostwach krajowych
- 9. miejsce w Mistrzostwach Argentyny w Kolarstwie Szosowym (2014, wyścig ze startu wspólnego)
- 4. miejsce w Mistrzostwach Argentyny w Kolarstwie Szosowym (2014, jazda indywidualna na czas)
- 5. miejsce w Mistrzostwach Argentyny w Kolarstwie Szosowym (2015, jazda indywidualna na czas)
- 4. miejsce w Mistrzostwach Argentyny w Kolarstwie Szosowym (2015, wyścig ze startu wspólnego)
- 7. miejsce w Mistrzostwach Argentyny w Kolarstwie Szosowym (2016, jazda indywidualna na czas)
- 1. miejsce w Mistrzostwach Argentyny w Kolarstwie Szosowym (2017, jazda indywidualna na czas)
- 37. miejsce w Mistrzostwach Argentyny w Kolarstwie Szosowym (2019, wyścig ze startu wspólnego)
- 6. miejsce w Mistrzostwach Argentyny w Kolarstwie Szosowym (2019, jazda indywidualna na czas)